# Orrella
Orrella es un género de bacterias gramnegativas de la familia Alcaligenaceae. Fue descrito en el año 2019. Su etimología hace referencia al botánico M. Young Orr. Son bacterias aerobias e inmóviles. Principalmente se encuentra en lagos y ríos, excepto Orrella dioscoreae que se encuentra asociada a una planta. 

## Taxonomía
Actualmente existen 4 especies descritas:
- Orrella amnicola
- Orrella daihaiensis
- Orrella dioscoreae
- Orrella marina